# فلسطين 87 (فلم)
فلسطين 87 فيلم روائي قصير للمخرج الفلسطيني بلال الخطيب، صُوِّر الفيلم بالاعتماد على طاقم فلسطيني بالكامل وبدعم من وزارة الثقافة الفلسطينية، وانتهى تصويره عام 2019. ويقدّم هذا العمل قصة من قصص الانتفاضة الأولى عام1987، في حبكة سردية تعرض خلال 13 دقيقة، مُصوِرًا مطاردة جيش الاحتلال الإسرائيلي للشاب عاطف الذي يجد نفسه في بهو بيت لا يعرف أصحابه، فتساعده سيدة البيت على الاختباء في الحمام مع إحدى بنات العائلة وتنقذه بذلك من كابوس الاعتقال. والملفت للنظر في الفيلم هو طريقته في المعالجة التي تخرج من الأطُر التقليدية للسينما الفلسطينية، وتُحدث نقلة نوعية في تناول القضية. فيعالج بلال أبعادًا أكثر إنسانية تبحث عن فلسطين الوطن في تفاصيل الحياة اليومية العادية. فالفيلم مقتبس عن قصة حقيقة، قد تكون واحدة من تلك القصص الفلسطينية التي ولّدها زمن الانتفاضة الأولى.

## الممثلون في الأدوار الرئيسية
شبلي البو، ومايا أميّة قيش، وهيثم العمري، وإسبيرانزا عبد حسين، وأكرم منصور، كريس بلاطة، وعبد الله معطان، وآرام صباح، ومعتصم أبو الحسن، وشادي عبد.

## الجوائز
- فاز الفيلم بجائزة "التانيت الذهبي" عن فئة الأفلام الروائية القصيرة، في الدورة الـ33 لمهرجان أيام قرطاج السينمائية الدولي.[2]
- حصل الفيلم على جائزة طائر الشمس الفلسطيني للإنتاج عام 2019.
- حصل المخرج الفلسطيني بلال الخطيب على الجائزة الذهبية عن الأفلام الروائية القصيرة في مهرجان بغداد السينمائي في دورته الأولى، عن فيلمه "فلسطين 87".[3][4]